# Sint-Nicolaaskerk (Grevesmühlen)
De Sint-Nicolaaskerk (Duits: St. Nikolai) is de protestantse parochiekerk van Grevesmühlen. Het kerkgebouw werd oorspronkelijk in een romaans-gotische overgangsstijl gebouwd, maar is later ingrijpend verbouwd.

## Geschiedenis
De kerk dateert naar alle waarschijnlijkheid uit het midden van de 13e eeuw en werd in 1230 voor het eerst in het tiendenregister van het bisdom Ratzeburg genoemd. Oorspronkelijk had de toren een hoogte van 92 meter, maar bij de grote stadsbrand van Grevesmühlen in het jaar 1659 verloor de toren haar spits. De toren werd herbouwd, maar nog in dezelfde eeuw werd de toren getroffen door blikseminslag. Men liet daarna de toren verlagen en afsluiten met een lager piramidedak. 
Het rechthoekige koor werd in de jaren 1870-1872 afgebroken om het kerkschip van de hallenkerk met nog een travee en een groter neogotisch achthoekig koor te verlengen (het oude kerkgebouw is te herkennen aan de witte markering van de friezen). Eveneens werden de smalle spitsbogige vensters vervangen door grote vensters. Tegenover het zuidelijke transept werd op de noordzijde als aanbouw een voorhal gebouwd. Deze voorhal werd in 1969 weer afgebroken en vervangen door een muur met twee grote spitsbogige vensters.    
Tegenwoordig duiden vooral de nog aanwezige lisenen, rondbogen en klaverbladfriezen op de ware ouderdom van het gebouw.

## Interieur
Er vond in 1969 een rigoureuze herinrichting van de kerk plaats. In 1872 werd de oude inrichting ingewisseld voor een neogotische inrichting. De neogotische inrichting werd bij de herinrichting van 1969 volledig verwijderd. 

### Hoofdaltaar
Het barokke hoofdaltaar werd in 1870 vervangen door een neogotisch altaar. In de altaaropzet bevindt zich een schilderij van de Kruisiging, gemaakt door Theodor Fischer-Poisson. Het neogotisch altaar werd in 1969, zoals ook de neogotische kansel en het neogotische gestoelte, verwijderd en vervangen door een eenvoudige altaartafel.

### Triomfkruis
Het gotische triomfkruis uit circa 1430 dateert oorspronkelijk uit de Heilige Geestkerk van Wismar. In 1969 kwam het triomfkruis in de Nicolaaskerk terecht. In de boog boven het triomfkruis is de neogotische beschildering van medaillons met de beeltenissen van de twaalf apostelen te zien.  

### Doopvont
Het romaanse doopvont stamt uit ± 1230 en werd gehouwen uit kalksteen van het eiland Gotland. Vroeger stond het doopvont in de voorhal, maar het werd in 1969 op de huidige plaats in het koor opgesteld. Het is het oudste voorwerp van de kerk.   

### Schilderijen
In de kerk bevinden zich drie oude schilderijen: één met de voorstelling van de Kruisiging (1690) met een tekst uit  1 Korintiërs 2:2 (een kopie van een werk van Peter Paul Rubens); één met een voorstelling van Christus aan het kruis (1700, eveneens een kopie naar Rubens) en een voorstelling van de Kruisdraging (1846) van J. Grube, een schilder uit Grevesmühlen.

### Klokken
De beide kerkklokken, die tijdens de brand van 1659 verloren gingen, werden in 1666 omgesmolten en opnieuw in gebruik genomen. Eén van de klokken moest in 1918 voor de oorlogsindustrie worden afgegeven, maar kwam niet verder dan het treinstation en kon op 4 november 1919 weer in de toren worden gehangen. In de Tweede Wereldoorlog werd er weer een klok uit de toren gehaald om te worden omgesmolten, maar deze keerde niet meer terug. De overgebleven bronzen klok kreeg in 1961 weer gezelschap van twee nieuwe stalen klokken.

### Orgel
De Nicolaaskerk kreeg in 1872 een orgel van Friedrich Friese uit Schwerin.